# Irene Cara
Irene Cara   (Bronx i Nova York, 18 de març de 1959 - Largo, 25 de novembre de 2022) va ser una cantant i actriu estatunidenca. Cara va guanyar un Premi de l'Acadèmia en el 1984 en la categoria de Millor Cançó Original per coescriure "Flashdance... What a Feeling." També és coneguda pel seu enregistrament de la cançó "Fame" i per protagonitzar la pel·lícula de 1980 Fama.
Es va casar amb l'stuntman de Hollywood Conrad Palmisano en el 1986. Es van divorciar en el 1991.

## Filmografia
- Aaron Loves Angela (1975)
- Apple Pie (1976)
- Sparkle (1976)
- Fama (1980)
- Killing 'em Softly (1982)
- D.C. Cab (1983)
- City Heat (1984)
- Certain Fury (1985)
- Busted Up (1986)
- Caged in Paradiso (1990)
- China Cry (1991) (només cançó)
- The Magic Voyage (1992) (veu)
- Happily Ever After (1993) (veu)
- Downtown: A Street Tale (2007)

## Televisió
- Love of Life
- The Electric Company
- What's Happening!! sea.2, ep.1 "Rerun Gets Married"
- Roots: The Next Generations
- Guyana Tragedy: The Story of Jim Jones
- Sister, Sister
- For Us the Living: The Medgar Evers Story
- Bustin' Loose
- Gabriel's Fire
- Gone Country Season 2

## Premis i nominacions

### Premis
- 1984. Oscar a la millor cançó original per Flashdance amb la cançó "Flashdance...What a Feeling"
- 1984. Globus d'Or a la millor cançó original per Flashdance amb la cançó "Flashdance...What a Feeling"
- 1984. Grammy al millor àlbum de banda sonora per pel·lícula per Flashdance

### Nominacions
- 1981: Grammy al millor nou artista
- 1981. Globus d'Or a la millor actriu musical o còmica per Fama
- 1984. BAFTA a la millor cançó original per Flashdance amb la cançó "Flashdance...What a Feeling"